# Crusoe

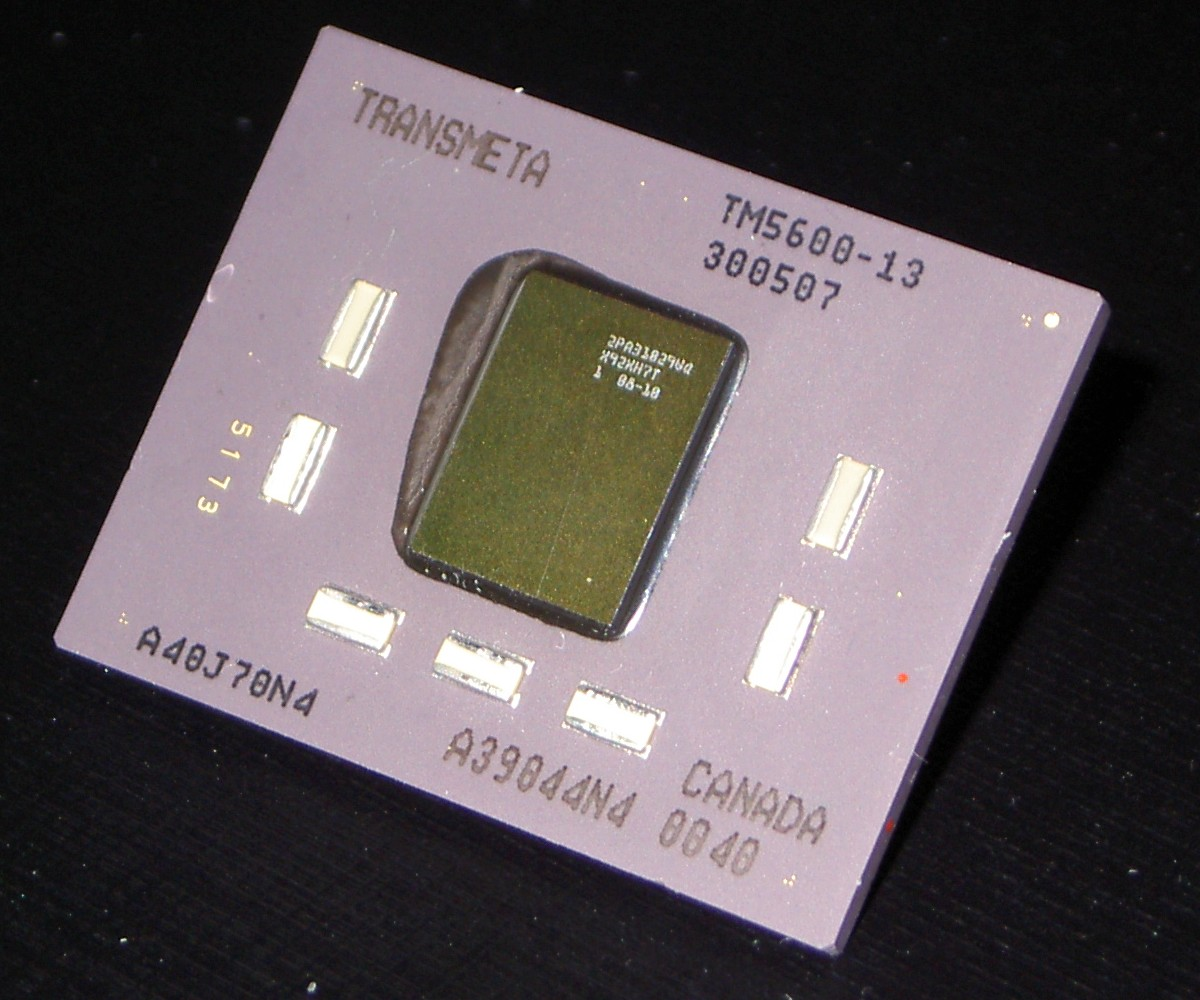
Transmeta Crusoe TM5600

Crusoe è una famiglia di microprocessori x86-compatibili sviluppati dalla Transmeta. Il microprocessore utilizza un livello software chiamato Code Morphing Software (CMS) per tradurre le istruzioni x86 in istruzioni VLIW che vengono inviate all'unità interne del processore che le elaboreranno. CMS è l'unica applicazione scritta nativamente con istruzioni VLIW.
In teoria sarebbe possibile modificare il codice del CMS per permettere al processore di interpretare nativamente altri set di istruzioni come le istruzioni PowerPC o SPARC anche se probabilmente il processore internamente è stato ottimizzato per il set di istruzioni x86 e quindi l'interpretazione di un altro set di istruzioni non sarebbe efficiente come lo è l'interpretazione del codice x86.
L'aggiunta dello strato software permette di modificare internamente il processore anche in modo drastico senza perdere compatibilità con il passato, infatti basterà adattare lo strato CMS per mantenere la compatibilità x86. Difatti mentre Crusoe è un processore VLIW a 128 bit, Efficeon il suo successore è un processore VLIW a 256 bit.
Crusoe implementa nel software quello che gli altri processori implementano in hardware (riordino delle istruzioni, ecc) potendo mantenere una semplicità di progetto, un ridotto numero di transistor e quindi un basso consumo energetico rispetto a processori x86 tradizionali funzionanti a frequenze analoghe.
Vi sono pareri discordi sulle reali prestazioni dei processori Crusoe rispetto agli usuali processori x86. La riduzione di prestazioni dovuta allo strato software di traduzione ha un ridotto peso durante l'esecuzione di programmi che accedono sempre alle stesse zone di codice dato che una volta che il codice è stato tradotto in istruzioni VLIW queste viene mantenuto in cache in modo da non dover essere ritradotto. Le applicazioni per l'ufficio sono applicazioni che ricadono generalmente in questa categoria.
Invece, software che continua ad utilizzare nuovi blocchi di codice rende inefficace la cache e quindi fa sentire tutto il peso della traduzione del codice. I Benchmark per computer usualmente indicano i processori Crusoe come meno prestanti degli analoghi Intel o AMD, sebbene molti utilizzatori ritengano i processori adeguati per gli usi comuni soprattutto se vengono integrati in dispositivi a basso consumo come i subnotebook.
Il nome del processore è stato tratto dal romanzo Robinson Crusoe.